# Naturschutzgebiet Schnatermann
Das Naturschutzgebiet Schnatermann ist ein 54 Hektar großes Naturschutzgebiet in Mecklenburg-Vorpommern einen Kilometer südlich von Markgrafenheide am Ostufer des Breitling. Es umfasst einen Ausschnitt des als Schnatermann bezeichneten Gebiets. Die Unterschutzstellung erfolgte am 12. Dezember 1957 mit dem Zweck, einen charakteristischen Waldstandort der Rostocker Heide zu schützen und zu entwickeln. Das Schutzgebiet wurde im Jahr 1961 verkleinert.
Der aktuelle Gebietszustand wird als gut eingeschätzt. Durch eine nahe gelegene Ausflugsgaststätte am Breitling kommt es in den Sommermonaten zu erheblichen Besucherzahlen im Gebiet.
Von der Ausflugsgaststätte führen mehrere Wege in das Schutzgebiet.

## Geschichte
Die Flächen liegen zwischen einer östlich gelegenen Sanderfläche und der westlich anstehenden Grundmoräne mit Geschiebemergel. Stellenweise aufgewehte Dünen führten zu einem welligen Geländerelief. Die geringe Höhe der Flächen führt zu periodischen Überflutungen eines Großteils der Flächen. Auf der Schmettauschen Karte aus dem Jahr 1788 ist das Gebiet als Lange Heide verzeichnet. Umfangreiche Pflanzungen mit Eiche erfolgten im 18. Jahrhundert. Die Flächen wurden als Waldweide genutzt. Im 19. Jahrhundert wurde ein Grabensystem zur Entwässerung der Flächen angelegt. Weiterhin wurde ein Schutzwald gegen starke Stürme aus Nordwest gepflanzt. Erhebliche hydrologische Veränderungen erfuhr das Gebiet in den Jahren 1969/70 als für die Baggergutdeponie der Stichkanal angelegt wurde. Seit dem 20. Jahrhundert ist der Schnatermann ein beliebtes Ausflugsziel.

## Pflanzen- und Tierwelt
Das Schutzgebiet ist überwiegend mit Eiche, Buche, Birke und Erle bewaldet, die einen hohen Totholzanteil aufweisen. Im Unterwuchs finden sich Schattenblume, Pillensegge, Winkelsegge, Waldmeister und Pfeifengras. Stechpalme und Deutsches Geißblatt weisen auf die Küstennähe der Flächen hin. 
Im Gebiet leben Moorfrosch, Laubfrosch, Ringelnatter, Blindschleiche und Waldeidechse. Hervorhebenswerte Vogelarten sind Hohltaube, Schwarzspecht, Mittelspecht und Zwergschnäpper. Im Gebiet wurden 39 Schneckenarten nachgewiesen, darunter Gelippte Tellerschnecke, Zahnlose Windelschnecke, Keulige Schließmundschnecke.